# Mars la verte

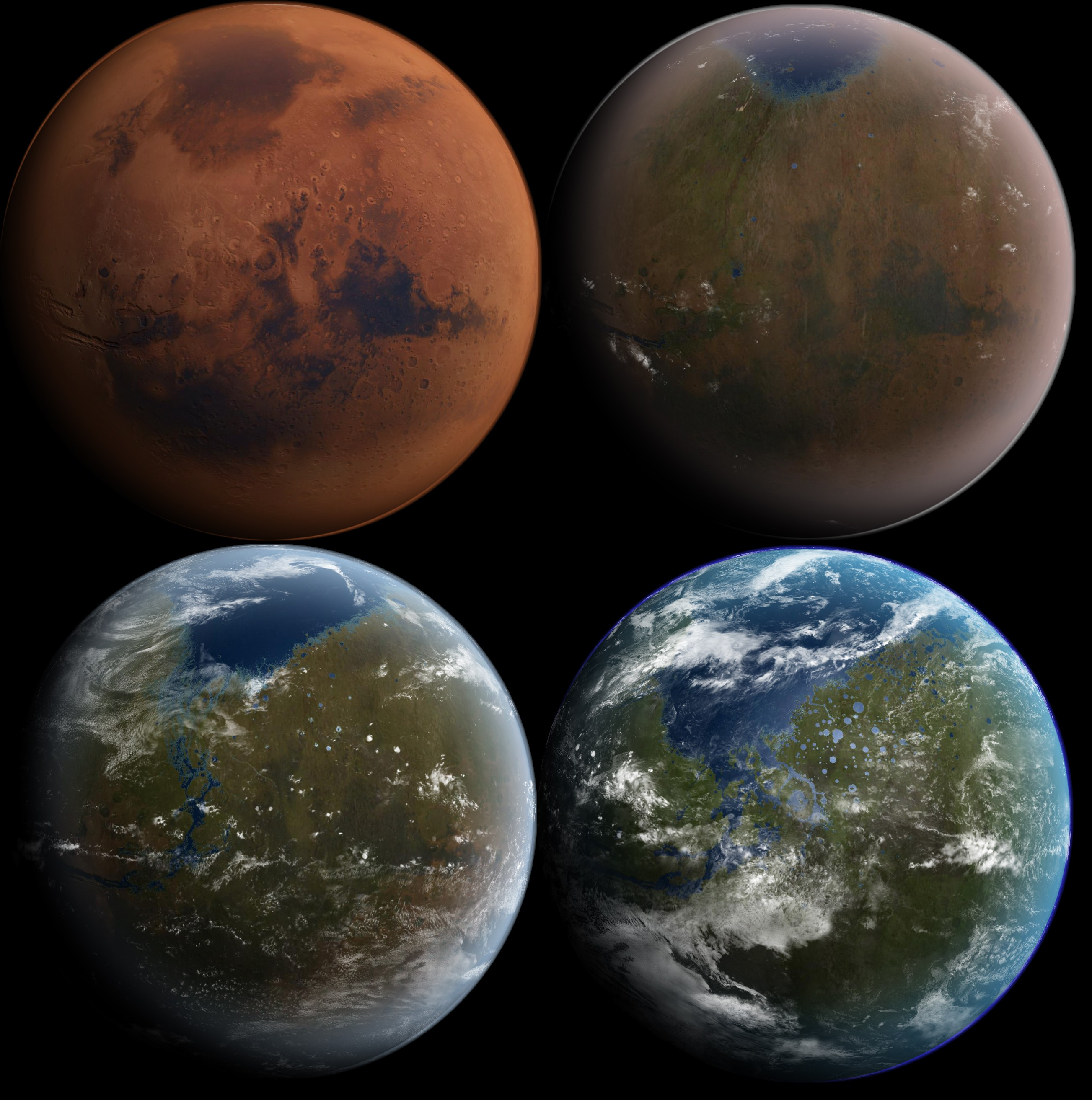
Vue d'artiste de différentes étapes d'une terraformation

Mars la verte (titre original : Green Mars) est l'un des romans de Kim Stanley Robinson, publié en 1993, prenant place au sein de La Trilogie de Mars après la colonisation de la planète Mars évoquée dans Mars la rouge (1992).

## Publications et traductions
L'ouvrage a été publié en français par les éditions Presses de la Cité  (ISBN 2-258-04428-6), les éditions France Loisirs  (ISBN 2-7441-2910-0) puis enfin les éditions Pocket  (ISBN 2-266-12849-3).

## Liste des chapitres
1. Aréoformation
2. L'ambassadeur
3. Glissement long
4. Du scientifique considéré comme un héros
5. Sans foyer
6. Tariqat
7. Que faut-il faire ?
8. Ingénierie social
9. L'impulsion du moment
10. Changement de phase

## Résumé
Mars la verte tire son titre de l'étape de terraformation qui permet l'apparition des plantes. L'histoire reprend à la fin de Mars la rouge et suit les vies des survivants des Cent Premiers (ainsi que celles de leurs enfants et petits-enfants) jusqu'au début de la Seconde Révolution dans les années 2120. Cette dernière est en grande partie causée par un événement majeur : une montée soudaine et catastrophique du niveau des mers sur Terre causée non pas par l'effet de serre, mais par l'éruption d'une chaîne de volcans sous la glace de l'Antarctique occidental, provoquant la fonte d'une partie de l’inlandsis.

## Distinctions
Mars la verte a remporté le prix Hugo du meilleur roman et le prix Locus du meilleur roman de science-fiction 1994.